# Frízer
Frízer o Freezer (フリーザ Furiiza, Freeza en anglès) és un dels antagonistes més destacats de la sèrie de manga i anime Bola de Drac, creada per Akira Toriyama. Fa el seu debut al capítol num. 247: Dark Clouds Swirl Over Planet Namek (An'un Uzumaku Namekkusei), publicat per primera vegada a la revista Weekly Shōnen Jump el 24 d'octubre de 1989.
En Frízer és membre d'una raça desconeguda que es pot transformar en formes amb menor poder (que són les que empra habitualment per a mantenir el seu poder ocult i controlar la seva força exagerada). Una altra de les seves característiques és que pot viure flotant a l'espai exterior, sense necessitat de respirar. El seu nom prové d'una deformació de l'anglès freezer (フリーザー furiizaa, congelador), que tindria relació amb el nom del seu pare, el del seu germà, i, suposadament, el del seu fill.
Curiosament, mentre que els seus homes viatgen volant, ell prefereix fer-ho en una màquina tot i que també en sap, de volar. En Frízer és un guerrer que juntament amb el seu pare i el seu germà (que no és un personatge canònic del manga), volen conquerir l'univers sencer. És per aquest motiu, que amb la seva força i poder impressionants, han reunit uns devastadors exèrcits per conquerir-lo. En Frízer és un malvat emperador intergalàctic, que es podria interpretar com un súper malvat de ficció. Per molts, és considerat com el primer gran enemic de Son Goku, seguit d'en Cèl·lula i el Monstre Bu.

## Biografia
En Frízer era fill del Rei Cold, un dels governants més poderosos de tot l'univers. Pel fet d'ésser el seu fill, ja era des del seu naixement un dels éssers més forts de l'univers. Ràpidament, juntament amb el seu pare i el seu germà, Cooler (que no existeix a la versió oficial de la història, el manga), es va establir com a tirà de l'univers. Un dia va establir contacte amb la raça dels Guerrers de l'Espai. Donada l'afició d'aquests a la lluita, Frízer va decidir comprar-los els planetes que conquerissin, i els va mantenir al seu servei un temps. Tanmateix, el seu temor més gran era que fos certa la Llegenda del Super Guerrer de l'Espai, de manera que per seguretat va decidir destruir el Planeta Vegeta, tot i que va perdonar la vida als Guerrers Raditz, Nappa i al Príncep Vegeta.
En Son Goku, en canvi, va ser enviat a la terra sense que en Frízer ho sabés.
Existeixen dues versions de com va succeir això:
- Frízer es va enfrontar prèviament al Rei Vegeta, al qual va vèncer sense cap dificultat, i posteriorment va destruir el planeta. Això es veu durant escenes exclusives de l'anime.

- Frízer va manar anihilar primer tots els Guerrers de l'Espai que havien sortit en missions a l'exterior excepte en Raditz, en Vegeta i en Nappa, a qui va mentir per controlar-los. Més tard va destruir al planeta, i a la resta de Guerrers, amb una Bola Mortal. Paragus, Turles, Broly i Son Goku van sobreviure gràcies al fet que la seva ubicació era desconeguda (Turles, Paragus i Broly no existeixen al manga, única història oficial).

El cert és que va fer creure als supervivents que el seu planeta havia estat destruït per un enorme meteorit; curiosament, alguns déus com Kai Sama van arribar a creure's aquesta versió. Dodoria, un dels guardaespatlles d'en Frízer juntament amb Sarbon, li revela això a en Vegeta quan ell estava a punt de matar-lo, mentre li suplica pietat. A en Vegeta va semblar no importar-li gaire i el va matar, però en realitat allà es va despertar el seu gran odi envers Frízer, sabent que l'havien utilitzat tot aquell temps per als seus propòsits.

### El camí a la immortalitat
Després de la derrota d'en Vegeta a la Terra contra en Son Goku, en Frízer va escoltar pels dispositius d'en Vegeta que era certa la llegenda de les boles de drac del planeta Namek en les quals en Vegeta també es trobava interessat després del seu fracàs en aconseguir les boles de drac de la Terra, de manera que van decidir viatjar a Namek, cada un pel seu compte, per demanar-li al Drac Sagrat la immortalitat. Frízer va arribar a reunir totes les boles de drac gràcies a les Forces Especials Ginyü, però no va aconseguir invocar el Drac (Porunga), ja que calia demanar-li el desig a en l'idioma de Namek. En una distracció, en Vegeta li va robar les Boles de Drac i es va aliar amb en Gohan, en Krilín i en Dende per tal de fer-se immortal i vèncer Frízer.
Frízer va descobrir Gohan, Krilín i Vegeta quan demanaven els desigs; Vegeta lluità contra ell, però no va poder vèncer-lo quan en Frízer va fer la seva primera destransformació, ja que tenia més d'1.000.000 de poder de batalla. En Cor Petit arriba per ajudar-los després de fusionar-se amb en Nil. Primer la batalla sembla igualada, però després en Frízer revela tot el seu poder, deixant Namek bastant tocat. Llavors és el torn de Cor Petit Jr de treure tota la seva força, però en Frízer no li dona temps a fer-ho i es torna a destransformar un segon cop. L'energia que ara tenia en Frízer era molt superior a la de la seva tercera forma. En Frízer, però, no dura gaire en la seva segona fase, i just després d'això revela la seva forma veritable i la més poderosa de totes.
El seu aspecte real semblava innocu, infantil, però en mostrar part del seu poder real, es consolidà de seguida com la seva forma més perillosa. Mentrestant en Vegeta, ple d'ambició per convertir-se en el llegendari Super Guerrer de l'Espai, li demana a en Krilín que intenti ferir-lo, perquè els Guerrers tenen l'habilitat d'augmentar el seu poder quan es recuperen d'una situació propera a la mort, sempre que no arribin al límit de l'estat base. Krilín ho fa amb molta recança, ja que no volia que Vegeta es fes més fort, però acaba cedint. Vegeta, curat per en Dende, decideix enfrontar-se a en Frízer. Estava segur que ell era el llegendari Super Guerrer, però no arriba ni a fer-li mal a en Frízer en la seva forma final, tot i que aquest només jugava amb en Vegeta i feia servir una petita part de la força que realment tenia.
A la fi arriba en Goku, en Frízer utilitza el Raig de la Mort davant d'un Vegeta molt malferit, liquidant-lo. Vegeta, abans de morir, li revela a en Goku que en Frízer va ser el veritable culpable de la destrucció del planeta Vegeta, i, per tant, de la mort del seu pare, en Bardock, i de tots els altres Guerrers que van caure aquell dia.
En Goku decideix lluitar amb totes les seves forces, fins i tot multiplicant el seu poder per 20, però no aconsegueix igualar el poder d'en Frízer, que com a molt arriba a utilitzar el 50% de la força màxima que té. En un intent desesperat, en Goku es decideix a fer la Genkidama amb tota l'energia del Planeta Namek i dels planetes veïns. Aquesta Genkidama va semblar acabar amb en Frízer, però en Frízer la va poder resistir tot i sortir-ne molt malparat. Primer va voler atacar en Goku amb el seu Raig de la Mort, però en Cor Petit el salva a expenses de quedar molt malferit. Després mata en Krilín, però la seva mort aconsegueix que Goku alliberi tota la seva rauxa i es converteixi en l'ésser tan anhelat per en Vegeta, el Super Guerrer. A partir d'allà, en Frízer, al 50% de força (i que a sobre estava molt mal ferit) no va tenir cap oportunitat contra la força i la ràbia d'en Goku i, desesperat davant aquest gran poder (i sabent que no podia aguantar el seu 100% de força gaire temps), va decidir destruir el planeta Namek amb la Bola Mortal.
Namek estava a punt d'esclatar. En Frízer tenia el temps a favor i, tot i estar malferit, aguantava la batalla contra en Goku, però fer servir tota la força el desgastava massa. Quan va arribar al límit de la força, va utilitzar dos Tsuibi Kienzan, però va caure a terra enmig del combat, i un dels dos Tsuibi Kienzan el parteix per la meitat, tot i que en Goku l'avisa del perill. Queda tallat, ja sense poder lluitar i sense força per fugir, suplica pietat a en Goku, i aconsegueix que abans d'anar-se'n, aquest li dongui una mica d'energia per ajudar-lo a escapar de l'explosió. En Frízer, però, malgasta l'energia que ha rebut atacant en Goku, qui li torna l'atac i el derrota. Així en Frízer, seria vençut per primera vegada a la seva vida.
Després d'un any, el seu pare, en Cold, el reconstrueix en forma de cyborg, tot i que el seu poder li disminueix dràsticament. Tot seguit, viatgen a la Terra per venjar-se d'en Goku. Quan hi arriben, tenen una gran sorpresa. En Goku no era l'únic Super Guerrer. En Trancs, fill d'en Vegeta i la Bulma, havia vingut del futur i els mata a tots sense cap problema, juntament amb el seu exèrcit. Per matar en Frízer, Trancs utilitza una espasa amb la qual el parteix en dues meitats.
Posteriorment, un Frízer ja mort veu el combat final entre Son Goku i Bu des de l'infern. El veu al costat del seu pare, el Rei Cold, els malvats Cell, el científic Dr. Gero i altres dolents que també eren a l'Infern observant-lo amb una bola de vidre, desitjant-li sort al malvat Bu (aquesta part és només farciment de l'anime, i suposa una flagrant contradicció amb el manga, on es deixa clar que els que van a l'infern perden el cos i se'ls purifica l'ànima). Torna a aparèixer breument durant la Saga del Súper Androide 17, al costat d'en Cèl·lula enfrontant-se a en Son Goku, però no va suposar un gran problema, ja que va ser derrotat molt fàcilment (aquesta part correspon a DB:GT i no té res a veure amb la història oficial).

## Transformacions
En Frízer té una habilitat anomenada Henshin Nryoku (変身能力) que li permet canviar el seu cos entre 4 formes:
- Primera forma (第1形態 Dai ichi Keitai): baixa estatura, porta una espècie de cuirassa i casc orgànic amb 2 banyes que amb prou feines utilitza. En aquesta forma acostuma a desplaçar-se dins la seva "metxa chair" (cadira robòtica) i sol emprar un pitet d'armadura utilitzada pel seu exèrcit espacial. Aquesta armadura és igual que la dels Guerrers de l'Espai quan arriben a la terra. És la forma habitual d'en Frízer, però no la seva forma real.

- Segona forma (第2形態 Dai ni Keitai): alt, es distingeix a simple vista una gran hipertròfia muscular en la seva fisonomia, amb ambdues banyes més amples i llargues que es troben en posició corbada, formant un angle recte des de la base fins a la punta. És molt semblant a la forma amb què arriba a la terra el Rei Cold.

- Tercera forma (第3形態 Dai san Keitai): el seu cos s'encorba i el seu cap s'expandeix per la part posterior del crani, quedant-li molt allargat. També li queda modificada la fisonomia de la cara, li desapareix el nas i li queda només el musell, els ulls i el front. Aquesta forma no va ser emprada durant gaire temps.

- Forma original (第4形態 Dai yon Keitai): és la forma real d'en Frízer. El seu cos és de color blanc, amb zones de color morat com és el cas de l'abdomen, les espatlles i un sector superior del cap. Aquesta és la forma habitual d'en Coola (personatge no oficial). En la seva forma final, té la particularitat de poder incrementar la seva massa muscular exageradament en el moment d'utilitzar més del 70% del seu poder màxim. Alliberant el seu poder, la força, la velocitat i la resistència augmenta a nivells altíssims, però també li consumeix molta més energia, fet que fa que el poder li disminueixi ràpidament mentre roman en aquest estat. Aquest defecte és el que el porta a ser derrotat per en Goku.

- Mecha Freeza: No és una nova forma. Simplement, després de ser derrotat per en Goku a Namek, en Frízer va ser reconstruït per mitjà de la tecnologia bio-mecànica de l'imperi de la seva família. Li salven la vida però el seu nivell de força queda molt reduït, i és derrotat per en Trunks a la Terra.
- Forma Daurada (Dai Kin-Iro Ketai): Aquesta forma pertany a la pel·lícula Bola de Drac Z La Resurrecció d'en F, en la qual Frízer torna a la vida. En Frízer entrena durant 4 mesos fins a aconseguir aquesta nova transformació per obtenir la seva venjança contra en Goku. Amb aquesta nova forma, en Frízer augmentarà el seu poder de manera considerable. Desapareixen els vidres de les seves espatlles, augmenta la seva alçada, la seva pell es torna daurada gairebé per complet, exceptuant l'àrea de la seva boca, les mans i peus que ara són morats.

## Pel·lícules
El moment en què decideix destruir els Guerrers de l'espai es veu a la pel·lícula L'últim combat. També és esmentat a les pel·lícules Super Batalla al món, Els rivals més forts i La batalla ardent. Té una breu intervenció en l'OVA El pla per destruir als superguerrers al costat del seu germà Cooler i altres dolents com en Turles i l'Eslug, però no va suposar un gran problema, i va ser derrotat fàcilment. També apareix a la pel·lícula Fusió dirigint un exèrcit format per en Paragus, en Bojack i altres vells enemics d'en Goku. Recentment s'ha anunciat que tornarà com antagonista a la nova pel·lícula de 2015 Bola de Drac Z La Resurrecció d'en F.